# المعبد السماوي
 المعبد السماوي هي مكان يستخدم للعبادة يقع شمال المدينة المحرمة أي القصر الإمبراطوري داخل بكين. كان الأباطرة الصينيون يقيمون فيه كل سنة مراسم عبادة ضحمة آملين في الحصول على محاصيل وافرة وسلامة البلاد وإبعاد الكوارث، حيث يعبدون آلهة السماء والأرض والشمس والقمر والجبال والأنهار. وتعتبر مراسم عبادة السماء أهمها. بني المعبد السماوي عام 1420م، وتساوي مساحته أربعة أضعاف مساحة المدينة المحرمة. ويرمز الحائط الخارجي الجنوبي للمعبد المربع الشكل إلى الأرض، أما الحائط الخارجي الشمالي للمعبد النصف دائري فيرمز للسماء، ذلك لأن في الصين القديمة فكرة تقول إن «السماء دائرية والأرض مربعة».
ينقسم المعبد السماوي إلى جزئين هما المعبد الداخلي والمعبد الخارجي. وتتركز المباني الرئيسية في المعبد على طرفي الخط الأوسط في المعبد الداخلي، وهي من الجنوب إلى الشمال على التوالي «هوان تشيو» و«هوانغ تشيونغ يو» و«قاعة تشي نيان».

## معرض صور

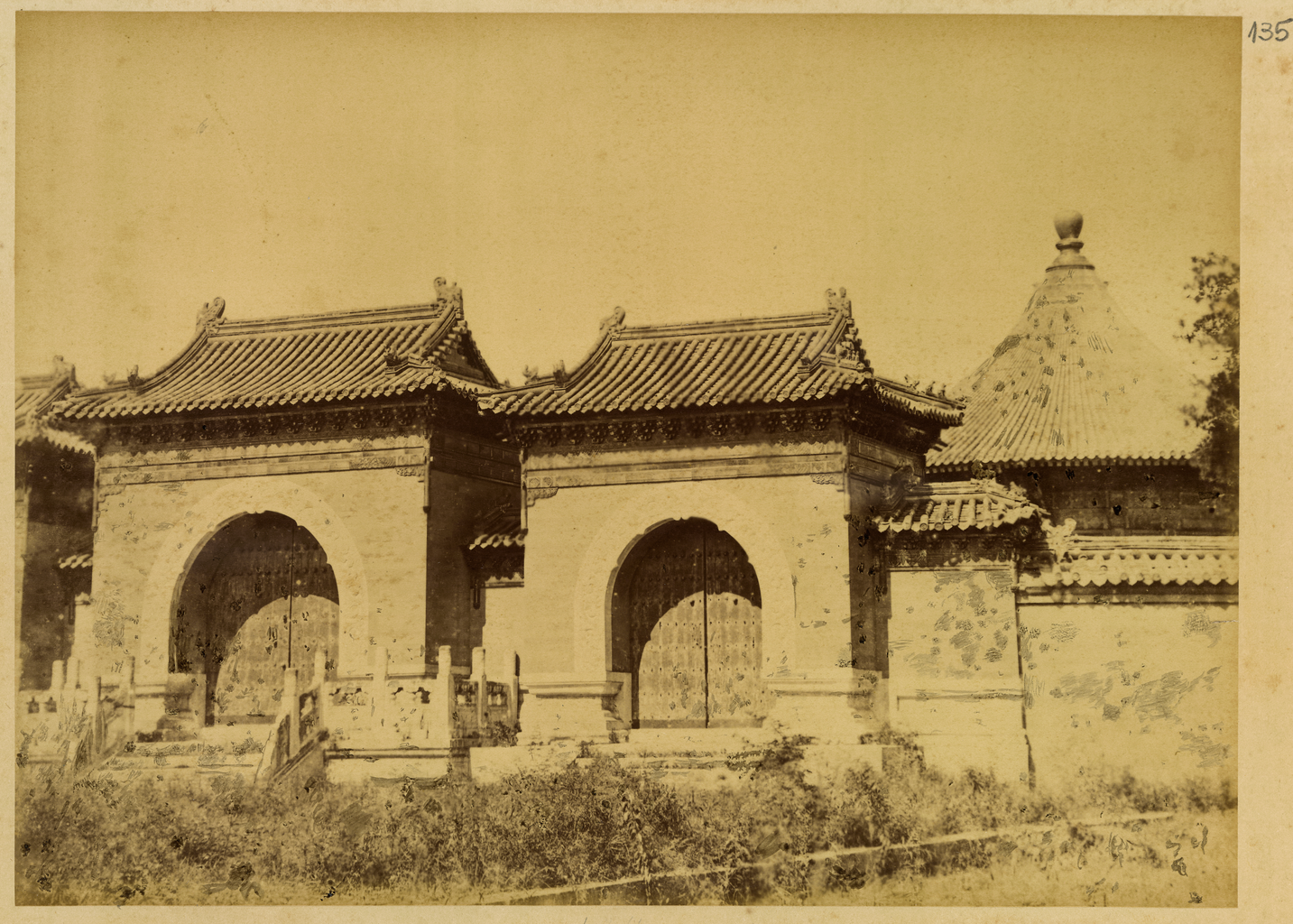
بوابة المعبد
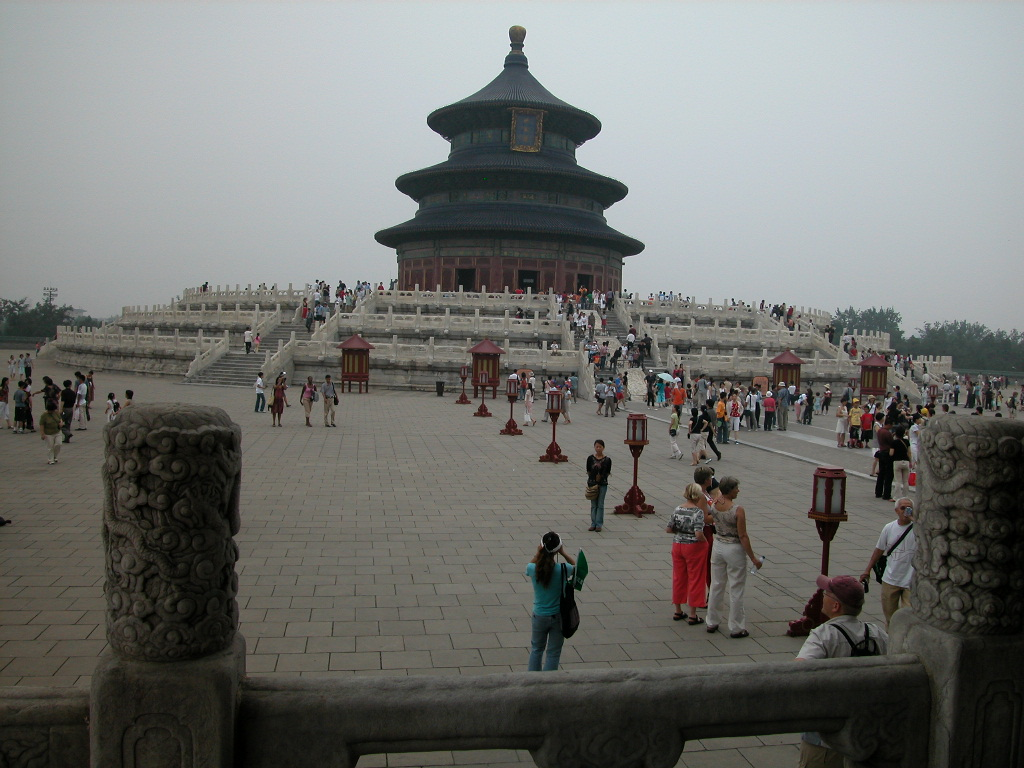
معبد السماء_مذبح القرابين الإمبراطوري في بكين
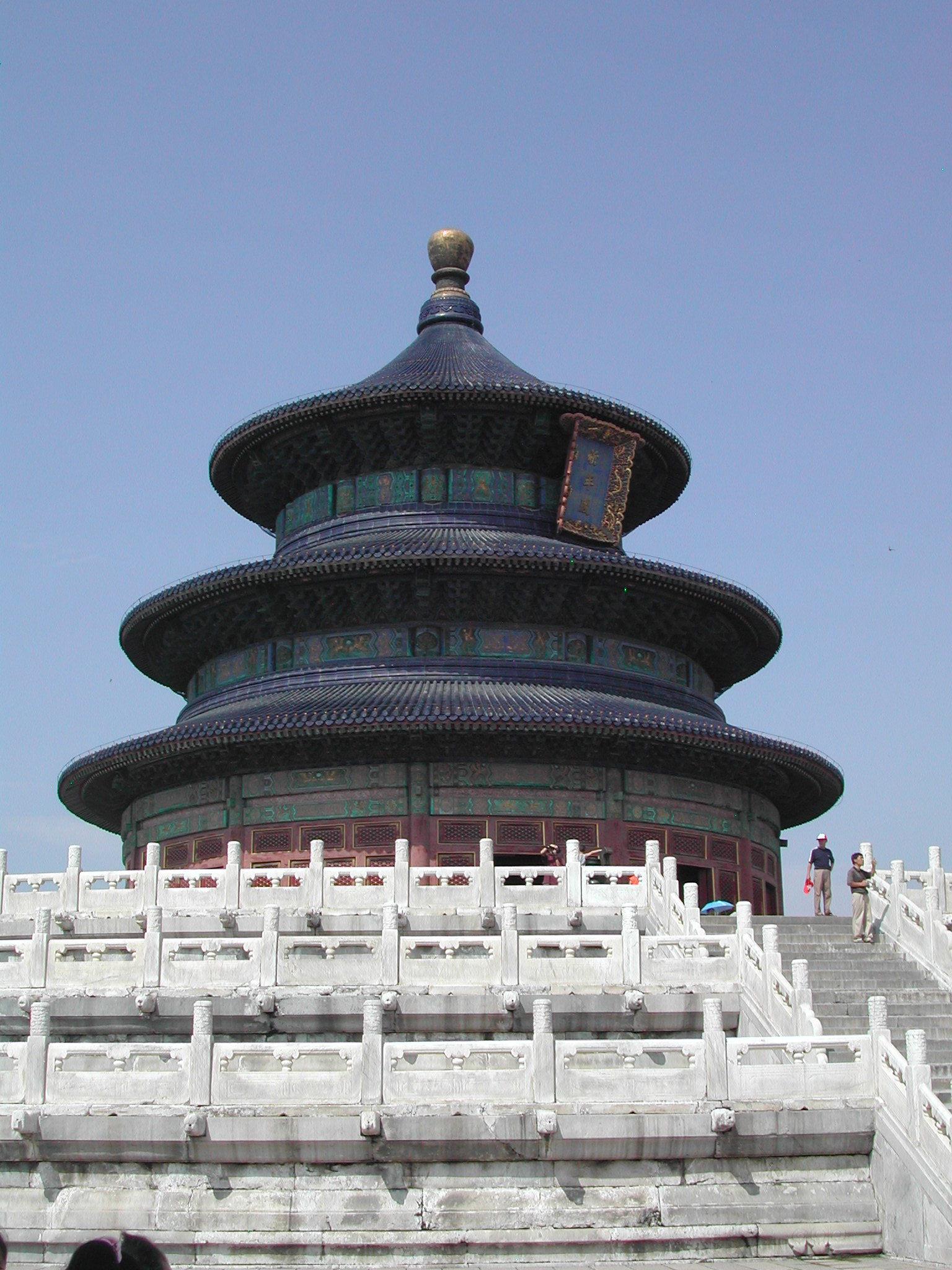
لقطة مقربة للمعبد
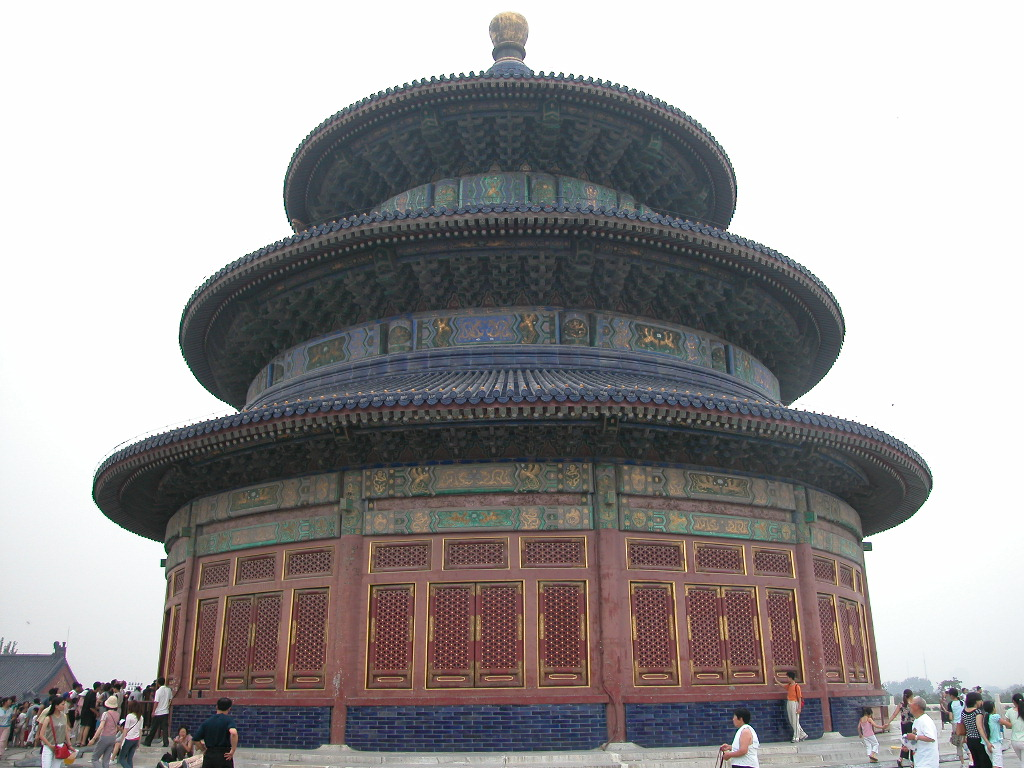
لقطة مقربة للمعبد